# Úspory z rozsahu
Úspory z rozsahu (angl. economies of scale) jsou pojem z oboru mikroekonomie, pod kterým se rozumí výhody, které skýtá provoz či výroba ve větším měřítku. Takových výhod může být mnoho, mezi typické patří:
- Snižování podílu fixních nákladů vzhledem k nákladům celkovým. Je-li například pro výrobu v oboru zapotřebí koupit drahý stroj, pak firma, která vyrábí na dvě směny, má z hlediska jednoho výrobku a onoho stroje menší náklady, než firma, kde stroj pracuje jen polovinu času.
- Lepší dělba práce ve firmě s více pracovníky. Každý se může specializovat na omezenější podúkol, v kterém se zdokonaluje, zrychluje a získává větší spolehlivost, zatímco ve firmě s méně pracovníky by se musel věnovat několika fázím výroby.
- Možnost získat lepší ceny u svých dodavatelů pro firmu s větší nákupní silou.

Úspory z rozsahu přirozeně existují a představují faktor posilující vznik přirozených monopolů, stejně jako posilují například vznik monoměst, zahraniční obchod i globalizaci. Jejich opakem jsou náklady z rozsahu, tedy náklady stoupající s rostoucím objemem výroby.